# Alterlaa (zámek)
Zámek Alterlaa (také Zámek Erlaa) je zámek ve 23. vídeňském městském okrese Liesing.

## Historie
Panské sídlo Erlaa bylo poprvé v dokumentech zmíněno v roce 1244. Jak vyplývá z nákresu topografa George Matthäuse Vischera (1628-1696) z roku 1672, byl zámek se čtyřmi křídly vybudován v 17. století. Zámecká kaple byla vysvěcena v roce 1726 vídeňským arcibiskupem Sigismundem hrabětem z Kollonitz (1677-1751). V té době byl zámek v držení hrabat ze „Seillern“. Roku 1765 nabyl zámek kníže Georg Adam Starhemberg (1724-1807). V letech 1766 až 1770 byl zámek pravděpodobně podle plánů Nikolause Pacassiho (1716-1790) přestavěn v pozdně barokním-klasicistním slohu. Za knížete Starhemberga byl u zámku vybudován zámecký park. V roce 1805 a 1809 byl zámek obydlen vojsky Napoleona Bonaparte (1769-1821) a v roce 1848 zase hrabě Josip Jelačić Bužimski (1801-1859). V části zámku byla v roce 1880 provedena přestavba pro soukromou nemocnici pro chudé pacienty. V roce 1918 přešel zámek Alterlaa do vlastnictví „Hanse von Brennera“, jehož potomci dosud zámek vlastní. V letech 1919/1920 byla provedena další přestavba předního křídla a zámecká kaple přemístěna mezi čestný dvůr a zámeckou zeď v průčelí.

## Poloha a architektura

### Hlavní budova
Zámek se nachází v ulici "Erlaaer Straße" 54 mezi starou zástavbou dnešní části okresu Erlaa a dnešní obytnou zástavbou ze sedmdesátých a osmdesátých let 20. století. K zámku vede ve směru k císařskému zámku Schönbrunn upravená a pod památkovou ochranou, kaštanová alej v dnešní ulici "Gregorygasse". Dvoupodlažní hlavní budova má vyšší valbovou střechu a dvě postranní křídla u čestného nádvoří. Prostřední křídlo domu na čestném dvoru a na straně zámeckého parku má vnější schodiště. V přízemí jsou křížové klenby z 16. a 17. století. Dřevěné obložení v několika místnostech poschodí je z doby kolem toku 1770 a upozorňuje na rokokovou řezbářskou práci.

### Zámecký park
Rozsáhlý zámecký park navazuje na jižní straně na zámek Erlaa. Byl založený kolem roku 1770 jako anglická zahrada, která byla v 19. století přestavěna, ale dodržela svou strukturu a počítá se mezi nejstarší parky tohoto druhu ve Vídni. V parku jsou uměle založené vodní toky se stupňovitými vodopády (kaskádami) a s jeskyní. Umělá zřícenina, kruhový chrám, několik kamenných lavic a zbytky můstků jsou rovněž z 18. století.